# Мичъл Фейгенбаум
Мичъл Фейгенбаум (на английски: Mitchell Jay Feigenbaum; роден на 19 декември 1944 г. в Ню Йорк, САЩ) е американски специалист в областта на физико-математическите науки.
Той е от пионерите на теорията на хаоса. Изследва явлението турбулентност. През 1976 г. открива пътя към хаоса посредством каскада от удвояване на периода. Открива универсалната константа, носеща неговото име. Работил е в Лосаламоската национална лаборатория. Лауреат е на премията на Волф по физика за 1986 г.